# Mięsień zwieracz środkowy gardła

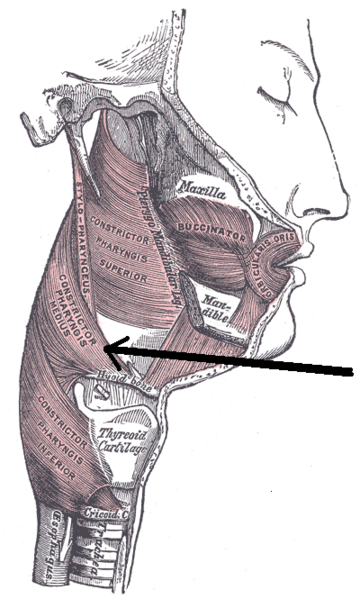
Mięśnie gardła i policzka (strzałką zaznaczony zwieracz środkowy gardła)

Mięsień zwieracz środkowy gardła (łac. musculus constrictor pharyngis medius, musculus hyopharyngeus) – w anatomii człowieka mięsień gardła, jeden z trzech jego zwieraczy (obok mięśnia zwieracza górnego gardła i mięśnia zwieracza dolnego gardła).
Jest kształtu trójkątnego. Przyczepia się do rogu mniejszego kości gnykowej i sąsiadującej części więzadła rylcowo-gnykowego (część chrząstkowo-gardłowa) oraz do górnego brzegu rogu większego kości gnykowej (część rogowo-gardłowa). Włókna kończą się na środkowych ⅔ długości szwu gardła.
Unerwiają go gałązki nerwu błędnego ze splotu gardłowego.
Wspólnie z pozostałymi zwieraczami gardła bierze udział przesuwaniu kęsa pokarmu w dół podczas przełykania, zwężając gardło. 